# Hamsters
Hamsters (Cricetinae) zijn een onderfamilie van de knaagdierfamilie Cricetidae. Een aantal soorten hamsters kunnen als huisdier worden gehouden. Hamsters zijn het nauwste verwant aan de Noord-Amerikaanse Neotominae. De bekendste soorten zijn de gewone hamster (Cricetus cricetus), die ook in Nederland en België voorkomt, en de goudhamster, ook Syrische hamster genoemd (Mesocricetus auratus), die veel als huisdier wordt gehouden.

## Hamsters als huisdier
Er zijn vijf soorten hamsters die als huisdier worden gehouden. Ten eerste is er de wat grotere goudhamster (Mesocricetus auratus). De naam goudhamster stamt uit de tijd dat ze slechts in de oorspronkelijke gouden wildkleur voorkwamen. Tegenwoordig bestaan er meerdere kleurvarianten, waardoor de term Syrische hamster gepaster is. Verder zijn er vier dwerghamstersoorten: de Russische of Siberische dwerghamster (Phodopus sungorus sungorus), Campbells dwerghamster (Phodopus sungorus campbelli), de Roborovskidwerghamster (Phodopus roborovskii) en de Chinese dwerghamster (Cricetulus griseus). Laatstgenoemde behoort als enige tot de familie van de ratachtige hamsters. In dierenwinkels treft men voornamelijk Syrische hamsters en Russische dwerghamsters aan, maar Campbells dwerghamster en Roborovskidwerghamsters winnen aan populariteit. Dwerghamsters variëren ook nog eens in verschillende maten, de Roborovskidwerghamster is hiervan het kleinste. Ze leven vooral op steppen, maar ook op landbouwgrond, met name op leemgronden. Een hamster wordt gemiddeld anderhalf tot drie jaar oud. In uitzonderlijke gevallen kunnen hamsters leeftijden van vier jaar of ouder bereiken.

### Gedrag in gevangenschap
De meeste hamsters zijn solitaire dieren. Syrische hamsters en Chinese dwerghamsters zijn solitair, dus ook in gevangenschap moeten ze alleen in een kooi gehouden worden. Meerdere dieren in één kooi leidt tot conflicten met als gevolg de dood van een van beide hamsters.
Hamsters geven wel geur af. Vrouwelijke Syrische hamsters kunnen een wat sterkere geur afscheiden als ze in hun vruchtbare periode zitten, eens in de vier dagen.
Hamsters zijn schemerdieren en brengen de dag grotendeels slapend door in een holletje of nestje dat ze in hun kooi van krantensnippers, wc-papier, hooi of bedding zullen bouwen. Er zijn ook watten van puur katoen te koop, maar deze producten zorgen voor verstrikking en verstikking.

## Voedsel
Hamsters eten vooral zaden en andere plantaardige voedingsstoffen, maar ook dierlijke eiwitten. In de natuur worden hamsters vaak door vossen, marters en uilen opgegeten.

## Ziekten
Hamsters hebben over het algemeen weinig problemen met hun gezondheid, toch kan een simpele verkoudheid een hamster al fataal worden. Een gezonde hamster, kijkt levendig uit zijn ogen en heeft een zachte, egale vacht. Bij een zieke hamster is de vacht erg dof en open, waarbij het lijkt of de vacht vochtig is. Het dier zit dan meestal in elkaar gedoken en heeft, ook tijdens het lopen, een hoge rug. Dierenartsen weten vaak niet hoe ze een hamster moeten behandelen, omdat het kleine dieren zijn. De grootste gevaren zijn er voor de Syrische hamster, dit zijn tocht en vocht. Wanneer een hamster ziek is, heeft het vooral een rustige schemerige omgeving nodig. Stress, drukte en lawaai kunnen de genezing van een hamster tegenwerken. Een hamster moet het niet te warm en niet te koud hebben. Een omgeving met een temperatuur van tussen de 20 en 21 graden is goed. Niet alleen de hamster, maar ook andere knaagdieren overlijden vaak binnen een paar dagen wanneer er geen dierenarts bezocht wordt om het dier te genezen.

### Verkoudheid
Dit is een van de meest voorkomende ziekten bij hamsters. Gezonde hamsters kunnen wel degelijk lage temperaturen verdragen, maar in combinatie met vocht worden ze verkouden. Hierbij gaat een hamster niezen en krijgt een natte neus. Wanneer de verkoudheid verergert, zal de hamster reutelend gaan ademen, en wordt de neus alsmaar natter.

### Diarree

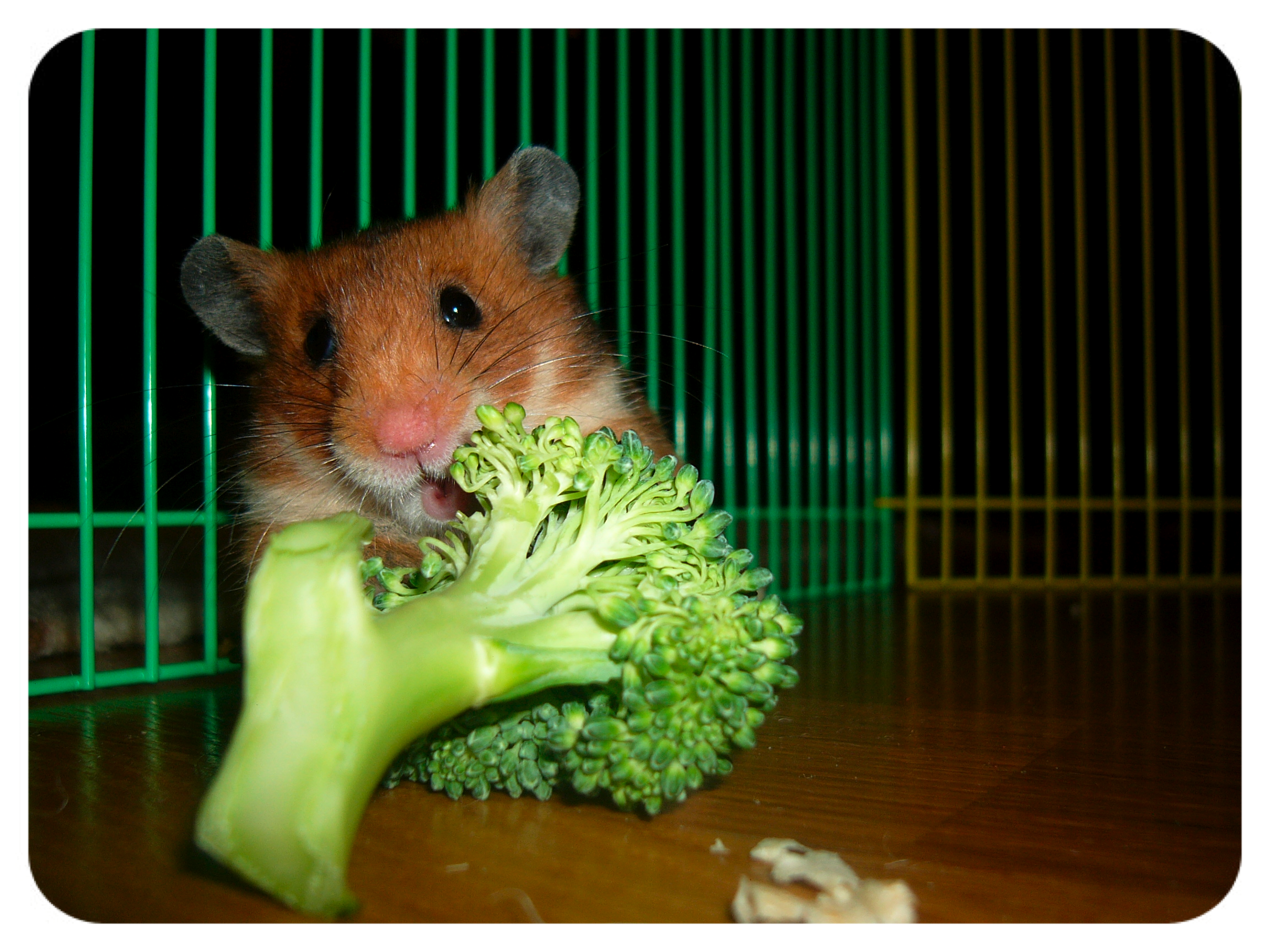
Te veel vochthoudende voeding, zoals groente en fruit, kan diarree veroorzaken

Diarree ontstaat bij een hamster vaak door onjuiste voeding, zoals te veel vochthoudende voeding (bijvoorbeeld groente en fruit), bedorven voedsel of drinkwater, of een combinatie van deze dingen. Het kan ook liggen aan een plotselinge verandering van het voer. Wanneer een hamster ernstige diarree krijgt heeft dit meestal een dodelijke afloop.

#### Natte staart
Natte staart (ook wel natstaart genoemd) is een bijzondere erge vorm van diarree die wordt veroorzaakt door de bacterie Lawsonia intracellularis. Veel knaagdieren overlijden er al binnen 48 uur aan. Hamsters die aan deze ziekte lijden hebben constant een natte anus en staart. Soms is er verlies in de conditie van de vacht. Ook willen ze niet eten en zijn ze lusteloos. Middels de juiste medicatie is de ziekte te genezen. De aandoening is besmettelijk, daarom dient het hamsterverblijf volledig te worden ontsmet. De genoemde bacterie kan hier namelijk tot drie weken lang overleven.

### Gezwellen, tumoren en abcessen
Gezwellen en tumoren komen niet vaak bij hamsters voor. Als het zich voordoet is het meestal op latere leeftijd. De meest voorkomende gezwellen zijn die aan de melkklieren van de vrouwtjes. Een gezwel kan ook een gevolg zijn van huidkanker en onderhuidse infecties. In tegenstelling tot andere knaagdieren, hebben Syrische hamsters niet vaak last van tumoren of gezwellen. Een gezwel hoeft niet altijd een tumor te zijn, maar het kan ook een abces zijn. Een abces kan door een dierenarts eenvoudig worden opgemaakt en schoongemaakt.

### Huidziekten
Huidziekten komen niet vaak voor bij hamsters. Sommige hamsters krijgen huidmijt. Het is een erg schadelijke parasiet die in de huid van de hamster kruipt. Huidmijt is niet of nauwelijks zichtbaar. Het veroorzaakt eczeem en korsten. Soms kan binnen een maand de hele huid worden aangetast.
Hamsters kunnen soms ook last hebben van huidschimmel. Er zitten dan kleine witte schilfertjes aan de oren of aan de neus. Huidschimmel is besmettelijk voor zowel mens als dier.

## Voortplanting en ontwikkeling
Een vrouwtje kan zes keer per jaar jongen krijgen. Meestal zijn dit er 4 tot 14 per keer. De moeder draagt haar jongen maar 15 tot 17 dagen in de buik. Wanneer een hamster geboren wordt, weegt deze maar 1,5 tot 2 gram. Wanneer een nest hamsters geboren wordt zijn ze nog kaal. Om warm te blijven gaat de moeder op het nest liggen. Na twee weken is het hamsterjong volledig behaard en opent deze de ogen en oren, met drie weken is een hamsterjong zelfstandig. Op een leeftijd van vier weken kan de Syrische hamster al vruchtbaar zijn.

## Geslachten
De onderfamilie omvat de volgende geslachten:
- Allocricetulus
- Allocricetus †
- Amblycricetus †
- Cansumys
- Chuanocricetulus †
- Collimys †
- Cricetulus
- Cricetus
- Hattomys †
- Hypsocricetus †
- Ischymomys †
- Karstocricetus †
- Kowalskia †
- Mesocricetus
- Microtocricetus †
- Nannocricetus †
- Nothocricetulus
- Pannonicola †
- Paracricetulus †
- Phodopus
- Rhinocricetus †
- Rotundomys †
- Sinocricetus †
- Tscherskia
- Urocricetus